# Alexander z Halesu
Alexander z Halesu, též Alexander Haleský (kolem 1185, Hales (Halesowen u Birminghamu) - 1245, Paříž) byl středověký scholastický filosof, zakladatel františkánské školy, který vyučoval současně s Janem z La Rochelle na Pařížské univerzitě. Byl nazván "doctor irrefragabilis et theologorum monarcha", tj. nepřemožitelný učitel a vládce bohoslovců.

## Život a působení
Pocházel ze zámožné venkovské rodiny, kolem roku 1210 začal studovat v Paříži, kde pak také sám vyučoval a přednášel teologii. V této funkci zavedl, že učebnicí teologie se stala kniha Sentencí Petra Lombardského, k níž sám napsal komentář. Byl výrazně ovlivněn spisy Pseudo-Dionysia Areopagity, novoplatónského teologa patrně 6. století. Současně s univerzitním působením v Paříži zastával řadu funkcí v Anglii, byl kanovníkem v Londýně a v Coventry a král Jindřich III. ho používal v diplomatických službách. Roku 1236, ve věku kolem 50 let, nečekaně vstoupil do františkánského řádu a stal se tak prvním pařížským profesorem františkánem. Mezi jeho četnými žáky vynikl svatý Bonaventura.

## Dílo
Alexander je autorem díla Summa universae theologiae, základního díla františkánské školy a syntézy umírněného augustinismu. Filozofický význam Alexandrovy Sumy, spočívá ve svérázném postoji k aristotelsko-arabským pramenům: Alexander totiž jako první v Paříži využil téměř celou Aristotelovu filozofii a použil ji jako pomocnou disciplínu pro teologii. V podstatě přebírá od Aristotela vše a pouze v případech zřetelné neshody s učením Augustina dává Augustinovi přednost. Využívá též arabské komentáře k Aristotelovi, především Avicennovy. Jako realista věří, že jsou obecniny před věcmi, ale existenci těch obecnin klade do rozumu Božího. Alexander zavádí ve své Sumě latinský výraz actus Purus - čistý akt.

### Spisy
- Glossa in quatuor libros Sententiarum Petri Lombardi [Výklad čtyř knih Sentencí Petra Lombarda]
- Summa universae theologiae [Souhrn veškeré teologie], též nazýváno Summa Alexandri [Souhrn Alexandrův][6] nebo Summa fratris Alexandri [Souhrn bratra Alexandra][1]
  - Toto dílo Alexander nedokončil, od něho pochází asi třetina textu, ostatní dopsali jeho žáci,[7] především Jan z La Rochelle[8] (Johannes de Rupella, Jean de La Rochelle, 1200–1245), františkánský teolog, který byl jeho nástupcem na učitelské katedře, a Vilém z Melitony (Guilelmus de Melitona, William of Melitona, † 1257).[9]